# Gouaux-de-Luchon
Gouaux-de-Luchon ist eine französische Gemeinde mit 43 Einwohnern (Stand 1. Januar 2022) im Département Haute-Garonne in der Region Okzitanien (zuvor Midi-Pyrénées). Die Einwohner werden als Gouaussais bezeichnet.

## Geographie
Umgeben wird Gouaux-de-Luchon von den acht Nachbargemeinden:
| Cazaux-Layrisse    | Baren                                       | Marignac, Arlos |
| Cier-de-Luchon     | Kompassrose, die auf Nachbargemeinden zeigt | Bausen          |
| Salles-et-Pratviel | Artigue                                     |                 |

## Bevölkerungsentwicklung
| Jahr                      | 1962 | 1968 | 1975 | 1982 | 1990 | 1999 | 2006 | 2011 | 2016 | 2019 |
| ------------------------- | ---- | ---- | ---- | ---- | ---- | ---- | ---- | ---- | ---- | ---- |
| Einwohner                 | 85   | 59   | 53   | 53   | 46   | 44   | 44   | 47   | 47   | 46   |
| Quelle: Cassini und INSEE |      |      |      |      |      |      |      |      |      |      |

## Sehenswürdigkeiten
- Kirche Saint-Barthélemy, wiedererrichtet im 19. Jahrhundert
- Waschhaus, erbaut um 1800